# Jalaun (stato)
Lo stato di Jalaun fu uno stato principesco del subcontinente indiano, avente per capitale la città di Jalaun.

## Storia
Originariamente parte dell'impero maratha, il territorio di Jalaun venne reso indipendente con l'occupazione britannica nel 1803 e costituito in stato principesco dal 1806. Molti dei suoi abitanti erano bramini maharastriani, noti come dakhini pandit. Govindrao II, l'ultimo principe sovrano, morì senza eredi nel 1840 e lo stato venne annesso dall'India britannica in quello stesso anno sulla base della dottrina della decadenza.
L'avamposto fortificato di Kalpi, ex residenza dei principi di Jalaun, venne smantellato nel 1860 ed al suo posto venne costruito un mercato. Dopo l'annessione, gli inglesi spostarono la capitale distrettuale ad Orai preferendola a Jalaun che era sentita come luogo non salutare.

### Governanti
I sovrani di Jalaun portavano il titolo di raja.

#### Raja
- 1806 - 1822 Govindrao I
- 1822 - 1832 Balarao
- 1831 - 1840 Govindrao II (m. 1840)